# آندونی ایرائولا
آندونی ایرائولا (اسپانیایی: Andoni Iraola‎؛ زادهٔ ۲۲ ژوئن ۱۹۸۲) بازیکن فوتبال سابق و مربی فوتبال فعلی اهل اسپانیا است. او اکنون هدایت باشگاه فوتبال ای‌اف‌سی بورنموث را بر عهده دارد.
از باشگاه‌هایی که در آن بازی کرده‌است می‌توان به باشگاه فوتبال اتلتیک بیلبائو بی، باشگاه فوتبال نیویورک سیتی، و باشگاه فوتبال اتلتیک بیلبائو اشاره کرد.
وی همچنین در تیم‌های ملی فوتبال زیر ۱۸ سال اسپانیا، زیر ۲۱ سال اسپانیا، اسپانیا، و باسک بازی کرده‌است.